# Melanie Appleby
Melanie Appleby (Hackney, 11 de julio de 1966 - Westminster, 18 de enero de 1990) fue una cantante y compositora británica.
Participó en el dúo Mel y Kim (en los años ochenta) junto a su hermana Kim Appleby (1961-).

## Biografía
Appleby nació en Stoke Newington (un barrio de Londres, 5 km al norte del centro de la ciudad), de padre jamaiquino y madre inglesa.
Pasó una infancia pobre en Hackney, sus padres se separaron cuando ella tenía diez años (1976).
En el año 1984, a los 18 años de edad, se le diagnosticó un cáncer de hígado, pero se curó completamente gracias a la quimioterapia.

### Carrera
Inicialmente trabajó como modelo profesional (incluso en 1987 ―con su carrera musical ya lanzada― hizo una sesión de fotos para la revista Mayfair).
En el año 1986, a los 19 años de edad, se unió a su hermana Kim Appleby para formar el dúo de pop Mel and Kim, disfrutando de considerable éxito en las listas durante la década de 1980 a mediados y fines. Estuvieron en las listas de éxitos entre los años 1986 y 1989, incluyendo un número uno en el Reino Unido con el sencillo Respectable.

### Lucha contra el cáncer
Al año siguiente, después de quejarse de dolores de espalda durante varios meses, en junio de 1987 ―durante una visita promocional a Japón ― Mel se enfermó de una supuesta hernia de disco. A su regreso al Reino Unido, se le diagnosticó un cáncer secundario (paraganglioma maligno) en la columna vertebral. Su hermana Kim se tomó el tiempo de su carrera para dedicarlo a cuidar a Melanie durante dos años y medio hasta su muerte, en enero de 1990.
Mientras Mel se sometía nuevamente a quimioterapia, las hermanas se retiraron de la publicidad y los escenarios. Para elaborar el video musical FLM se utilizaron escenas de la actuación del dúo en el Festival de Jazz de Montreux (Suiza).
A fines de 1987, las hermanas difundieron que Mel tenía cáncer. A principios de 1988, Mel se dio de alta del hospital durante unos días para grabar las voces de su segundo álbum. Pero solo pudo grabar de su último sencillo «That’s the way it is» (‘esa es la manera en que es’) y tuvo que internarse otra vez.
En abril de 1988 las dos hermanas aparecieron en el Wogan Show, mientras que Mel estaba aún en fase de tratamiento, en el marco de la Semana Europea contra el Cáncer.
En 1989, el sencillo Respectable ―que habían grabado en 1987― llegó a número uno en las listas del Reino Unido.

## Muerte
Tras varias sesiones de quimioterapia para tratar una metástasis del paraganglioma original, el sistema inmunológico de Appleby estaba demasiado debilitado. A fines de 1989, Appleby contrajo un resfriado que se complicó, por lo que fue internada en un hospital en Westminster (Londres) donde murió de neumonía el 18 de enero de 1990, a los 23 años de edad. Está enterrada en el cementerio East Finchley.